# Le Héros (film, 2019)
Pour les articles homonymes, voir Le Héros.
Pour plus de détails, voir Fiche technique et Distribution.
Le Héros (russe : Герой, Guéroï) est un film d'espionnage russe réalisé par Karen Oganessian et sorti en 2019.

## Synopsis
15 ans auparavant, Andreï Rodine avait suivi une formation à l'Académie du renseignement extérieur, une école spéciale du Service des renseignements extérieurs de la fédération de Russie (SVR), où des adolescents étaient formés pour devenir des agents destinés à des missions d'infiltration de longue durée.
Au début des années 2000, le projet « Iounost » a été fermé, son fondateur, le père d'Andreï, est mort. Le personnage principal vit depuis de nombreuses années à Zurich, travaille dans un petit magasin d'articles de sport et ne pense plus à la Russie. Mais un jour, il décroche le téléphone et entend une voix familière depuis son enfance. Son père informe Andreï que les élèves de « Iounost » sont pourchassés, que des services secrets inconnus tentent de les identifier et de les éliminer. Il ne reste plus qu'à fuir.
Andreï doit non seulement survivre, mais aussi retrouver son père. Son premier amour, Maria Rakhmanova, qui a également son intérêt dans tout ce qui se passe, vient en aide au héros principal. Et Andreï, en essayant d'aider son père et Maria, s'enfonce de plus en plus dans les jeux d'espionnage, sans même imaginer leur véritable ampleur, sans savoir qui sont les principaux acteurs et de quel côté ils jouent, sans avoir la moindre idée de ce qui est en jeu et, surtout, au nom de quoi.

## Fiche technique
- Titre français : Le Héros[1]
- Titre original : Герой, Guéroï[2],[3]
- Réalisation : Karen Oganessian
- Scénario : Karen Oganessian, Nikolaï Koulikov (ru)
- Photographie : Iouri Korobeïnikov
- Musique : Ivan Bourliaev (ru), Dmitri Boskov
- Décors : Ioulia Feofanova, Ievguenia Makeïeva
- Production : Central Partnership
- Pays de production :  Russie
- Langue originale : russe
- Format : couleurs
- Durée : 100 minutes
- Genre : film d'espionnage
- Dates de sortie : 
  - Russie : 26 septembre 2019

## Distribution
- Alexandre Petrov : Andreï Rodine
  - Ian Alabouchev : Andreï Rodine enfant
- Svetlana Khodtchenkova : Maria Rakhmanova
- Vladimir Machkov : Oleg Rodine
- Konstantin Lavronenko : Maksim Mikhaïlovitch Kataïev
- Marina Petrenko (ru) : Marina Zotova
- Anastassia Todoreskou : Helena Burger
- Artiom Grigoriev : agent du SVR en Allemagne
- Tobias Aspeline : Mark Polsen